# Mandl János
Mandl János (Johann Mandl; Hans Mandl) (Szeged, 1899. szeptember 28. – Bécs, 1970. október 23.) osztrák politikus (SPÖ) és bécsi városi tanácsos volt.

## Életpályája
Egy tanítóképző főiskolán tanult, és 1919-től általános iskolai tanárként dolgozott. Részt vett a Gyermekbarátok munkájában, 1926-tól pedig az Ottakringben (16. kerület) található Sandleiten nevű városi ifjúsági otthon igazgatójaként dolgozott, amely Bécs város legnagyobb ifjúsági otthona volt. 1929-től a Pedagógiai Intézet tanára is volt.
A Szociáldemokrata Munkáspárt betiltása után, 1934-ben általános iskolai tanárrá minősítették vissza. 1936-ban letette a középiskolai tanári vizsgát. A Gestapo 1942-ben illegális tevékenység után letartóztatta, 1943-ban a megszállt Lengyelországban lévő Łódźba szállították, de még a háború vége előtt visszatérhetett Bécsbe, miután egy légitámadásban súlyos sérüléseket szenvedett.
Bécs 1945. áprilisi felszabadulása után Ottakring kerületi iskolafelügyelője lett, és 1946-tól a Gyermekbarátok szövetségi elnökeként is tevékenykedett. 1949-ben a bécsi városi iskolaszék a szakiskolák tartományi iskolai felügyelőjévé léptette elő.
1949. december 5-én Theodor Körner polgármester alatt felesküdött a kultúráért és közoktatásért felelős városi tanácsosnak, Viktor Matejka utódjaként, aki 1945 óta töltötte be ezt a tisztséget. Üzletcsoportjához tartozott Bécs város kulturális hivatala (7. számú önkormányzati osztály), a Bécsi Városi Könyvtár (9. számú önkormányzati osztály), Bécs város múzeumai (10. számú önkormányzati osztály) és Bécs város levéltára (akkor 67. számú önkormányzati osztály, ma 8. számú). A Wiener Festwochen egyesületben elnökként kellett tevékenykednie; a Bécsi Szimfonikus Zenekar is az ő védnöksége alatt állt. 1954-ben, az 1951 óta hivatalban lévő Franz Jonas polgármester alatt a városi iskolai igazgatás napirendjeit is ő kapta (56-os önkormányzati osztály).
1959. decemberében alpolgármesterré is megválasztották, és 1964. december 11-ig az is maradt. 1964. december 19-től a tartomány kormányzójának helyettese is volt, a végrehajtó városi tanácsosi tisztség mellett. 1965. június 9-én Franz Jonas szövetségi elnökként lépett hivatalba, utódja a polgármesteri székben Bruno Marek volt. Mandl, aki már nyugdíjas korú volt, 1965. december 20-án lemondott Bécs városi szenátusának és a bécsi tartományi kormánynak a tagságáról. A kormányzóhelyettesi poszton Felix Slavik, a kulturális városi tanácsnokságon pedig Gertrude Sandner követte.
Hivatali ideje alatt újraindultak a Bécsi Ünnepi Hetek, megépült a Bécsi Várostörténeti Múzeum a Karlsplatzon és a bécsi városháza, megmentették a Theater an der Wien-t, megreformálták a közoktatási rendszert, rendbe hozták a bécsi iskolákat és megépítették a Találkozások Házait. 1964-ben jelent meg a Die Kinderfreunde in unserer Zeit.

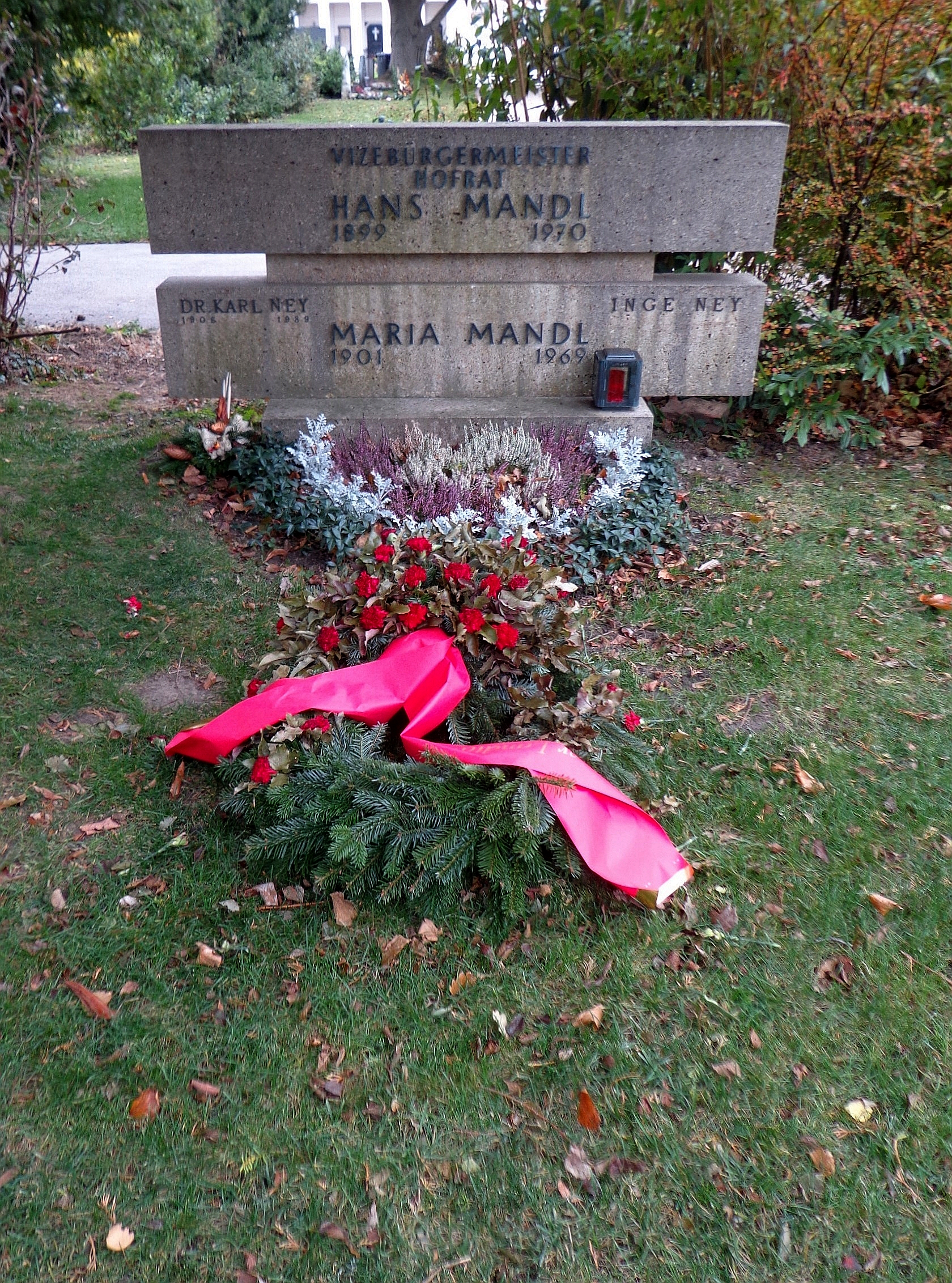
Sírja

## Családja
1924-től nős volt, egy lány apja (1928-?), és Bécs-Penzingben, a 14. kerületben élt.

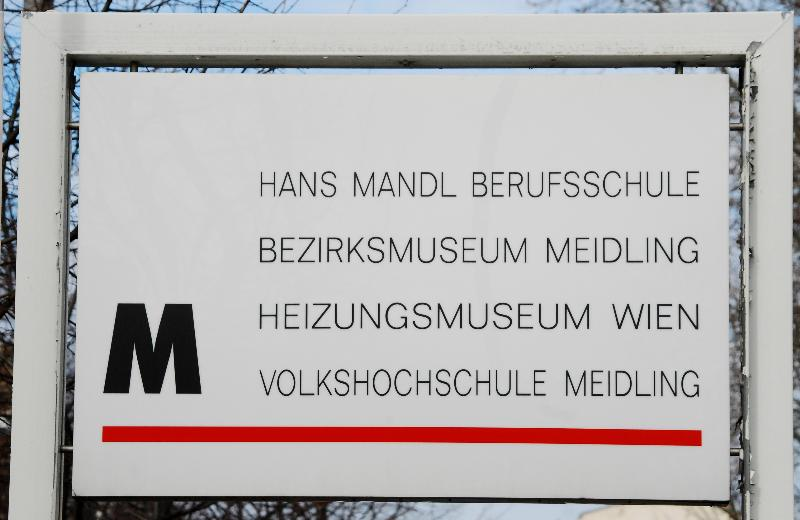
Hnas Mandl iskola táblája

## Díjai, kitüntetései
- A Bécsi Egyetem tiszteletbeli szenátora (1965),
- A Bene Merito-érem az Osztrák Tudományos Akadémiától (1965),
- Meidlingben egy iskolát neveztek el róla (1976).

## Fordítás
- Ez a szócikk részben vagy egészben  a   Johann Mandl című német Wikipédia-szócikk ezen változatának fordításán alapul.  Az eredeti cikk szerkesztőit annak laptörténete sorolja fel. Ez a jelzés csupán a megfogalmazás eredetét és a szerzői jogokat jelzi, nem szolgál a cikkben szereplő információk forrásmegjelöléseként.